# Alphonse Nguyên Huu Long
Alphonse Nguyên Huu Long PSS (* 25. Januar 1953 in Hanoi) ist ein vietnamesischer Geistlicher und römisch-katholischer Bischof von Vinh.

## Leben
Alphonse Nguyên Huu Long empfing am 29. Dezember 1990 die Priesterweihe für das Bistum Đà Nẵng. Später trat er in den Orden der Sulpizianer ein.
Papst Franziskus ernannte ihn am 15. Juni 2013 zum Weihbischof in Hưng Hóa und Titularbischof von Gummi in Byzacena. Der Bischof von Hung Hóa, Jean Marie Vu Tât, spendete ihm am 6. September desselben Jahres die Bischofsweihe; Mitkonsekratoren waren der Bischof von Đà Nẵng, Joseph Chau Ngoc Tri, und Pierre Nguyên Van Kham, Weihbischof in Ho-Chi-Minh-Stadt.
Am 22. Dezember 2018 ernannte ihn Papst Franziskus zum Bischof von Vinh. Die Amtseinführung erfolgte am 12. Februar 2019.